# 1343 w polityce
Wydarzenia polityczne w 1343 roku.

## Wydarzenia
- 8 lipca - zawarcie polsko-krzyżackiego traktatu pokojowego w Kaliszu[1].
- 23 lipca spotkanie Kazimierza Wielkiego z wielkim mistrzem Ludolfem Königiem, nastąpiła wymiana dokumentów pokojowych[1].

## Zmarli
- Albrecht IV, książę Saksonii-Mölln-Bergedorf[2].